# Dolný Kubín (nádraží)
Dolný Kubín je železniční stanice ve městě Dolný Kubín.
Nachází se na 17,275 km neelektrizované trati Kraľovany–Trstená mezi zastávkami Dolný Kubín zastávka a Mokraď. Ve stanici jsou 3 dopravní, 1 manipulační a 1 odstavná kolej. Stanice má dvě nástupiště, z toho první má délku 81 metrů a druhé 99 metrů. Ve stanici je k dispozici prodej jízdenek s možností rezervace a prodeje místenek, lehátek a lůžek ve vnitrostátní a mezinárodní přepravě.